# Michael O'Leary (politician)
Michael O'Leary (n. 8 mai 1936, Cork, Irlanda – d. 11 mai 2006, Saint-Sever-de-Rustan, Midi-Pyrénées, Franța) a fost un om politic irlandez, membru al Parlamentului European în perioada 1979-1984 din partea Irlandei. 